# 绍灵库尔
绍灵库尔（羅馬化：Cōḷiṅkar，坦米爾語發音：[ˈsoːɭiŋɡər]）是印度泰米尔纳德邦拉尼贝德县的一个城镇。总人口26597（2001年）。

## 人口
该地2001年总人口26597人，其中男性13462人，女性13135人；0—6岁人口3062人，其中男1595人，女1467人；识字率73.68%，其中男性为81.05%，女性为66.13%。